# Dicranella exilis
Dicranella exilis är en bladmossart som beskrevs av Sullivant 1874. Dicranella exilis ingår i släktet jordmossor, och familjen Dicranaceae. Inga underarter finns listade i Catalogue of Life.